# Betula szaferi
Betula szaferi là một loài thực vật thuộc họ Betulaceae. Đây là loài đặc hữu của Ba Lan.